# Spalla di San Secondo
La spalla di San Secondo è un salume che si ricava dalla carne del maiale riconosciuto come "prodotto agroalimentare tradizionale italiano" con la denominazione "spalla di San Secondo, spalla cotta e spalla cruda, spala cota e crùda" tipico della zona di San Secondo Parmense e dei paesi limitrofi.

## Storia
(Giuseppe Verdi dalla lettera al conte Arrivabene del 27 aprile 1872)

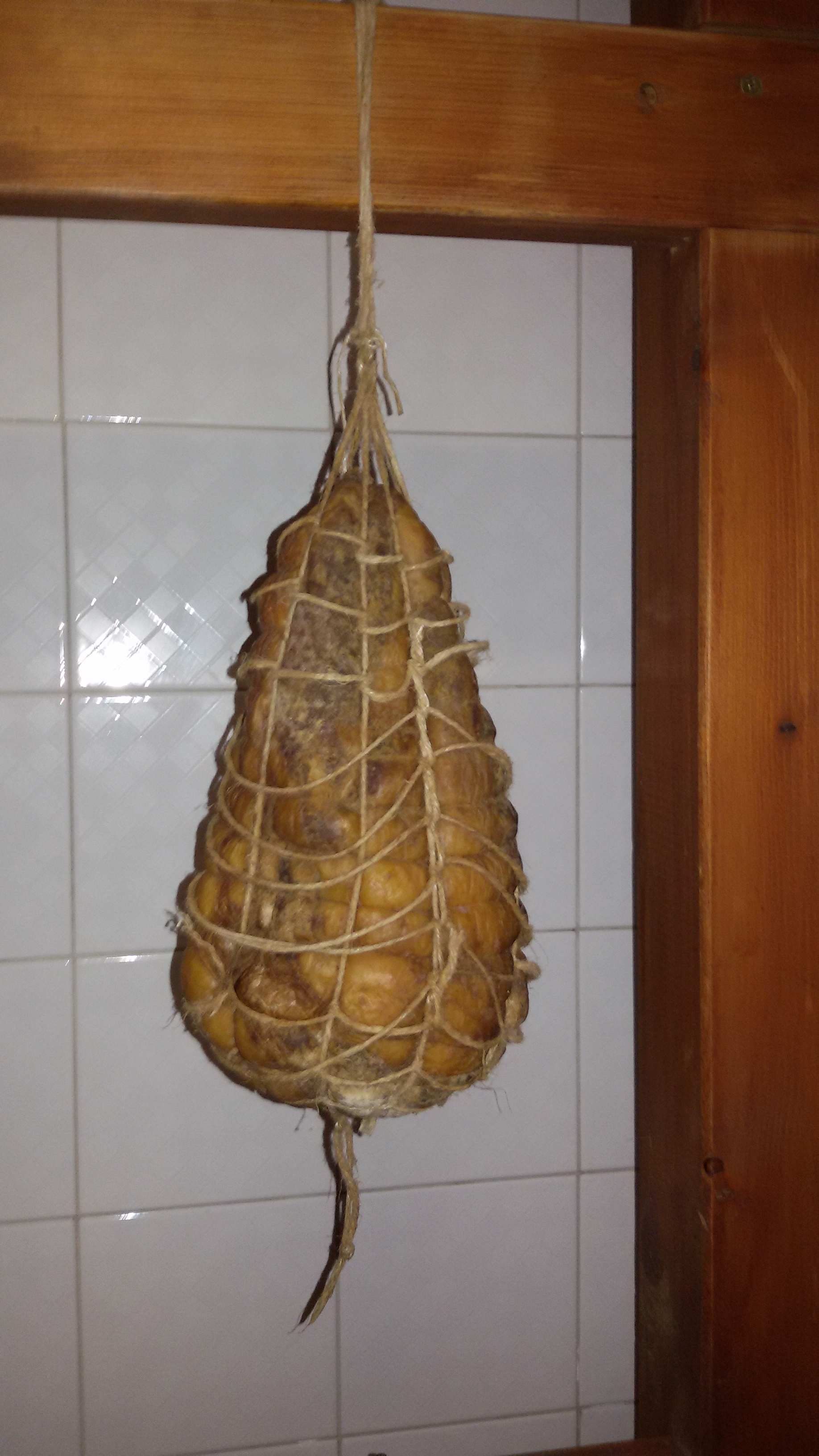
Spalla di San Secondo cruda

La spalla di San Secondo è uno dei salumi più antichi del quale si abbia menzione nel parmense. La tradizione della preparazione e trasformazione della spalla del maiale è accertata già nell'anno 1170. Secondo pergamene conservate nel Capitolo della Cattedrale di Parma, in quell'anno il notaio Puteolisius viene inviato dai canonici del capitolo nelle terre di San Secondo per stipulare con i coloni accordi per l'uso delle proprietà ecclesiastiche. I contratti prevedono corrispettivi per la maggior parte in natura: in particolare nell'atto rogato di domenica 8 febbraio 1170, al termine della messa domenicale il notaio accerta che:
(Atto notarile dell'8 febbraio 1170)
e fra i vari corrispettivi in natura compaiono le spallam o spalam.
Nei giorni successivi (mercoledì 11 febbraio) lo stesso notaio accerterà la presenza della spalla nelle terre di San Quirico e Palasone (frazioni del comune di Sissa Trecasali).
La spalla è nominata nuovamente in un atto del luglio 1184 quando i chierici Rolando e Giglio danno in affitto un podere ai fratelli Lanfranco ed Ubaldo in cambio di soldi e beni alimentari fra i quali figura la spalla.
Nei secoli successivi a San Secondo e dintorni si è fatto ampio commercio della spalla: un documento del 16 maggio 1788 attesta la spedizione e consegna di 6 spalle di San Secondo alla corte estense del ducato di Modena,  all'inizio del XIX secolo il Molossi, dopo aver parlato del fiorente mercato che si svolge a San Secondo, aggiungeva "I salati che si fabbricano in San Secondo riescono a perfezione: ma soprattutto hanno buon nome e spaccio le cosiddette spalle che prendono il nome dal paese stesso…"
Negli anni trenta del XIX secolo veniva citata e ricordata come uno dei piatti preferiti del vescovo di Parma Vitale Loschi. Nel 1850 il Malaspina dava come definizione della spalla: "specie di Prosciutto ammagliato che si fa con la Spalla di maiale. Il migliore ed il più celebrato di questi salumi si fa a San Secondo, borgata del Parmigiano", mentre nel 1873 all'interno del Vocabolario Geografico Storico e Statistico dell'Italia di Salvatore Muzzi, nella voce relativa a San Secondo Parmense si dice "...ne rustici dei cortili.. si allevano e impinguano i più bei maiali della provincia. Celebre è infatti quel prosciutto speciale, chiamato spalla di San Secondo, del quale gl'industrianti fan lucroso commercio"
Tra i consumatori della spalla cotta si annovera il compositore Giuseppe Verdi, che amava farne omaggio agli amici fornendo loro indicazioni sul come prepararla:
(Lettera di Giuseppe Verdi al Conte Arrivabene del 24 aprile 1872)
Tale metodo di preparazione viene appunto denominato "alla Verdi".
Nel 2004 si è iniziato l'iter burocratico per la richiesta di registrazione IGP, arenatosi dopo l'ottenimento del parere favorevole da parte delle autorità regionali

## Descrizione
La parte del suino dal quale si ricava la spalla è la parte superiore della zampa anteriore. Tale taglio rispetto all'omologo posteriore da cui si ricava il prosciutto, si differenzia per la presenza dell'osso piatto della scapola che ne rende piuttosto complessa la stagionatura, proprio per questa difficoltà la versione cruda della spalla è molto meno diffusa della versione cotta.

## Lavorazione
Le lavorazioni della spalla sono differenti a seconda che venga prodotta nella versione cruda o nella versione cotta

### Spalla cruda
Può essere stagionata senz'osso rimuovendo la scapola o con l'osso. La stagionatura del salume, avvolto in vescica dura circa 18 mesi

### Spalla cotta

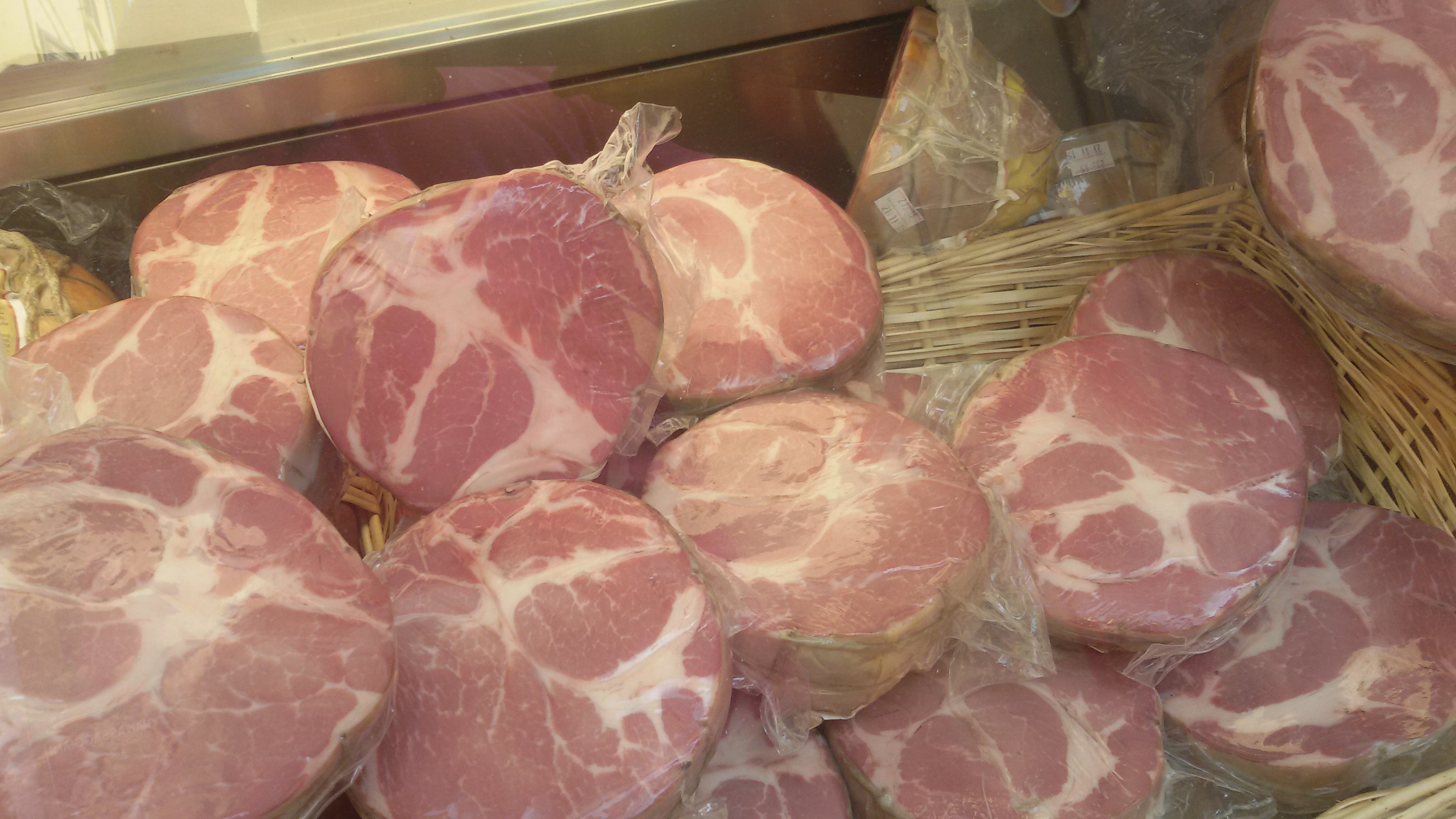
Spalle di San Secondo tagliate a metà

Dopo essere stata disossata rifilata e salata, la spalla viene fatta stagionare in vescica per un breve periodo (30-40 giorni) senza l'aggiunta di spezie. Al termine di questa leggera stagionatura si procede alla fase di cottura della spalla in acqua, vino (può essere bianco o rosso fortana) con l'aggiunta di quelle spezie e verdure che le conferiranno aroma e gusto. La cottura avviene a fuoco molto lento a una temperatura di circa 75° e dura diverse ore dando così il tempo agli aromi di insaporire la carne in modo uniforme .

## Preparazioni

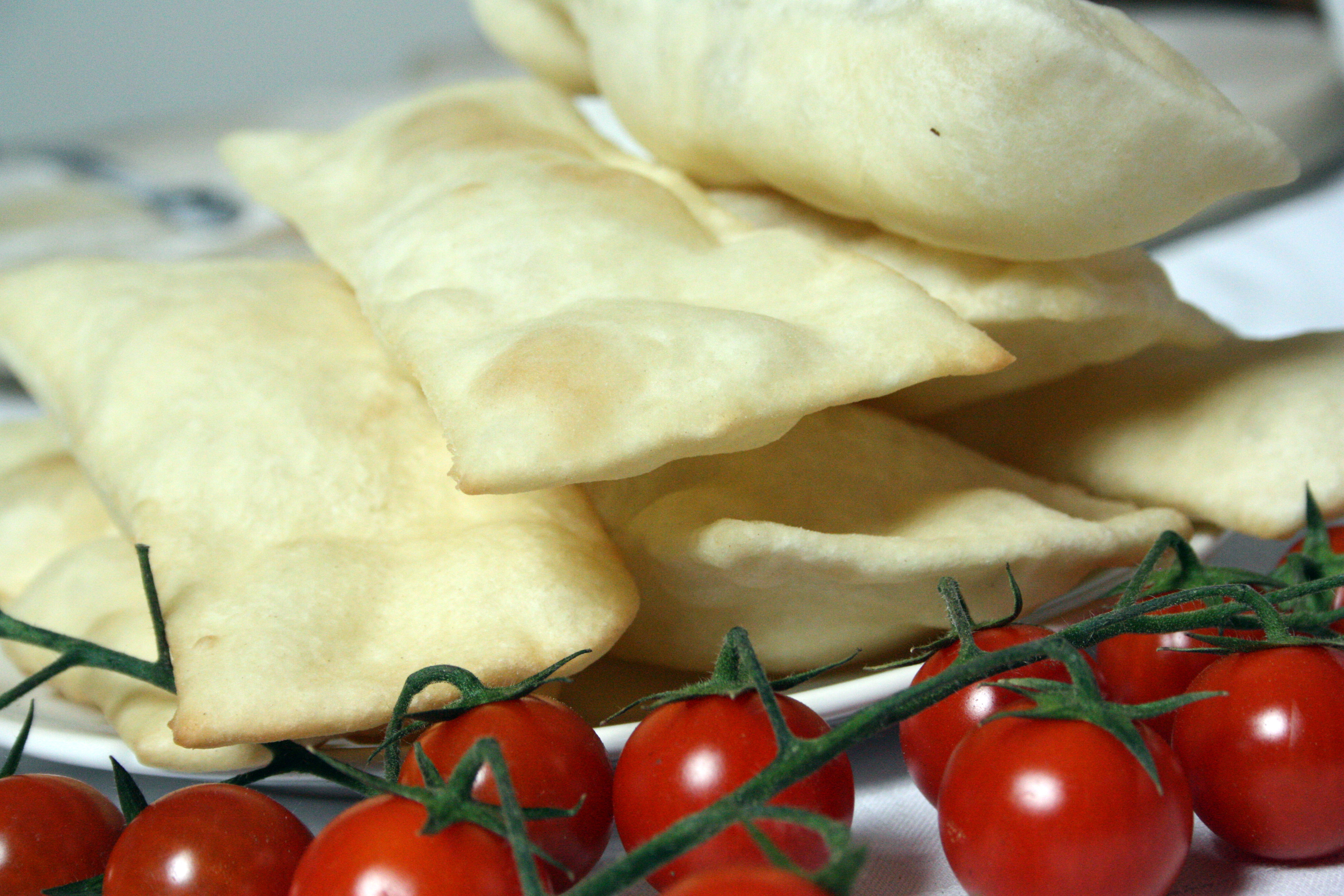
La torta fritta (o gnocco fritto) è il tradizionale accompagnamento della spalla cotta

Nella versione cruda, la spalla viene servita affettata sottile accompagnata talvolta con il burro; la preparazione tradizionale della versione cotta consiste invece nel riscaldare la spalla in acqua a fuoco lento e servirla ancora tiepida tagliata grossolanamente, accompagnata con torta fritta e vino fortana del Taro. Meno comunemente si può trovare servita fredda e affettata sottile.
La spalla cotta viene anche utilizzata per conferire gusto e sapore a paste ripiene come ravioli e tortelli.

## Manifestazioni
A San Secondo Parmense l'ultima domenica di agosto ha luogo la fiera annuale dedicata alla Spalla di San Secondo e alla fortanina.